# نظام التحسين المستمر والمراقبة المركزة
إن تنفيذ نظام التحسين المستمر والمراقبة المركزة (CIFMS) يوفر للشركات مزايا «مربحة وسريعة» تمكنها من إنتاج منتجات عالية الجودة في أقصر فترات الإعداد.
تركز عملية التحسين المستمر، في إطار الجودة والأداء المؤسسي، على الارتقاء بمستوى رضا المستهلك من خلال التحسينات المستمرة والمتزايدة على العمليات، بما في ذلك القضاء على الأنشطة والتغييرات غير الضرورية. تعد الجودة مطلبًا أساسيًا بينما يعتبر الارتقاء المستمر بالعمليات (CPI) من الطرق الأساسية لاكتشاف الأسباب الرئيسية للمشكلات والقضاء عليها. ويمكن تحقيق ذلك من خلال تطبيق أساليب تحسين ذات خطوات صغيرة، بدلاً من تنفيذ عمليات تطوير هائلة. يستخدم اليابانيون لهذه العملية مصطلحًا يُطلق عليه «كايزن» والذي يشمل كل العاملين في المؤسسات بدءًا من العاملين بالساعة وحتى أعضاء الإدارة العليا.
إن نظام التحسين المستمر والمراقبة المركزة ليس برنامجًا تطبيقيًا يمكن استخدامه على الفور في أية مؤسسة صناعية، بل إنه نظام شديد التميز يعد خصيصًا حسب ظروف كل مؤسسة طبقًا لأسلوبها الإداري. لذلك، فإن العملية الأكثر أهمية لإعداد وتنفيذ نظام التحسين المستمر والمراقبة المركزة بشكل فعال تتمثل في اختيار منهج تصميم يطبق منهج تحليل القرارات متعدد المعايير (MCDM) بمختلف درجات الاعتماد المتبادل بين عناصر القرار (ملحوظة: يمكن إعداد تحليل القرارات متعدد المعايير بشكل يؤدي إلى اختصار الفارق بين منشأة ما ومجموعة من النقاط. إن النقاط الفعالة لهذا المنهج هي أفضل حلول للعديد من مشكلات الموقع).
ومن أفضل الوسائل لـنظام التحسين المستمر والمراقبة المركزة هو إعداد مدخلات وتعقيبات من مجموعة متنوعة من أصحاب الشأن.

## كتابات أخرى
- Hassan, Kikuo، Haleh, Nezu (2005). A model for selecting a CIFMS design method. Emerald Group Publishing Limited. ISSN 1741-038X.{{استشهاد بكتاب}}:  صيانة الاستشهاد: أسماء متعددة: قائمة المؤلفين (link)
- Waldner، Jean-Baptiste (1 edition (September, 1992)). Principles of Computer-Integrated Manufacturing. John Wiley & Sons. مؤرشف من الأصل في 2019-12-15. {{استشهاد بكتاب}}: تحقق من التاريخ في: |تاريخ= (مساعدة) والوسيط غير المعروف |الرقم المعياري= تم تجاهله يقترح استخدام |ردمك= (مساعدة)